# Barre de flèche
Pour les articles homonymes, voir Barre et Flèche.

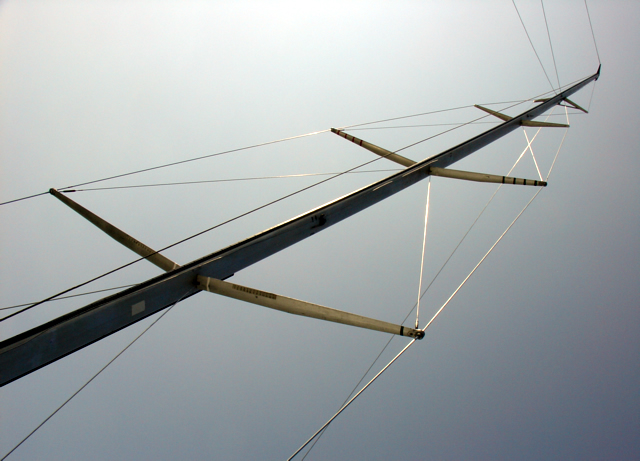
Quatre étages de barres de flèches

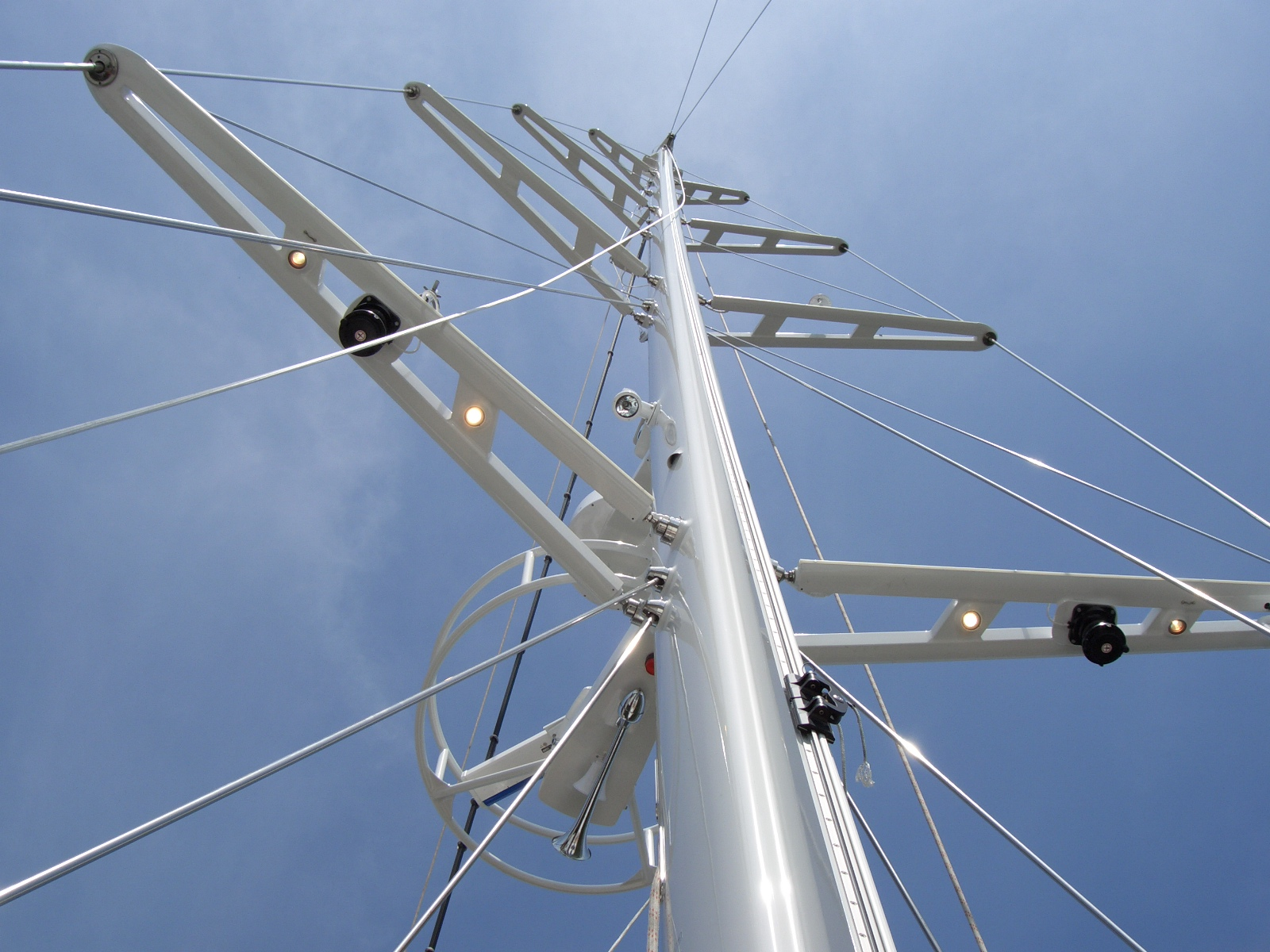
Barres de flèches sur un voilier moderne (spreader en anglais)

Les barres de flèches sont des petits espars, perpendiculaires au mât des voiliers, permettant une meilleure tenue des mâts en écartant les haubans afin d'avoir un meilleur angle de maintien et diminuer la compression sur le mât. 

## Description
Elles trouvent leur origine (et leur nom) dans le besoin de raidir le mât de flèche, un mât amovible utilisé pour établir un flèche, souvent une voile au tiers, au-dessus d'une voile aurique, pour augmenter la surface de voilure par petit temps.
L'ensemble des petites barres de flèche visibles en haut des mâts au point d'accroche de l'étai et inversées par rapport à leur usage habituel est appelé guignol. Son rôle est de mieux pouvoir régler la partie haute du mât selon la même recherche d'augmentation et, dans ce cas, d'orientation, de l'angle de tension des câbles de réglage.
On peut trouver des barres de flèche sur d'autres objets que des mâts, par exemple, certains tubes (grue) sont renforcés par le même dispositif dans le but d'augmenter la rigidité d'un ensemble sans modification de la section du profil le constituant.
L'immense canon allemand de la guerre de 14 qui tirait sur Paris (improprement appelé Grosse Bertha alors que les artilleurs allemands l'avaient baptisé Lange Max (Max-le-long) était aussi pourvu de haubans et de barres de flèche pour contrer la flexion de son  tube démesuré.
Suivant le cas on distingue entre les barres de flèche classiques (alignées suivant la perpendiculaire à l'axe principal du bateau) qui servent uniquement au maintien latéral de l'espar et les barres de flèche "poussantes" qui forment un Vé dont la pointe est dirigée vers l'avant. Avec la tension des haubans les barres de flèche poussantes permettent de cintrer le mât vers l'avant, pour effacer une partie du creux de la voile si nécessaire. Elles sont plus utilisées sur les voiliers légers (420 , 470 et autres dériveurs légers et quillards de sport) que sur les gros voiliers hauturiers .

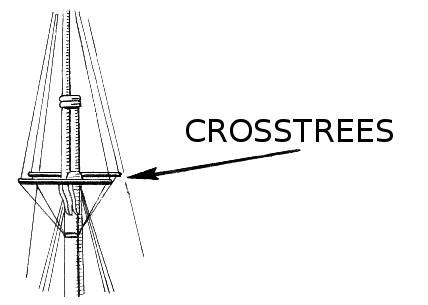
Barres de flèches sur un vieux gréement (crosstrees en anglais).